# Katamari Forever
Katamari Forever, conhecido no Japão como Katamari Damacy Tribute (塊魂TRIBUTE), é um jogo de Video game da série Katamari.
Uma versão de demonstração do jogo foi disponível na PlayStation Network japonêsa antes do lançamento.

## História e sua jogabilidade
Katamari Forever contém 30 níveis, sendo uma mistura de fases novas e antigas. A explicação de existirem os antigos níveis é porquê o Rei de Todos os Cosmos, foi acertado na cabeça e está sofrendo de amnésia. Já os níveis em preto e branco, tem como objetivo trazer a cor de volta ao reino.  E as novas fases presentes, referente ao RoboKing, uma versão robótica gigante do Rei de Todos os Cosmos, criada pelos primos, resolve destruir todas as estrelas do céu, e você precisa recriar as estrelas. Novas adições a jogabilidade também foram acrescentadas como pular e atrair objetos usando o magnetismo.
Katamari Forever não inclui o modo multiplayer online, como em Beautiful Katamari, mas possui o recurso de joga-lo em offline e enviar o seu ranking para uma tabela online.
O jogo utiliza o formato high-definition video.
Katamari Forever também está disponível através do PlayStation Home. Alguns itens incluem camisas com uma miniatura do príncipe no ombro.

## Música
A música inclusa foi remixada das faixas dos jogos anteriores da série, usando uma combinação "eletrônica" e sons "orgânicos", dirigido por Yuu Miyake. Miyake contratou também outros artistas para ajudar na mixagem. A trilha sonora foi lançada no Japão em 19 de Agosto de 2009, que incluem 36 faixas em dois discos.

## Recepção do público
Katamari Forever recebeu 33 pontos de um total de 40 através da revista Famitsu. E foi o 6º jogo mais vendido no Japão durante a semana de seu lançamento, vendendo 28.000 mil unidades.